# Rallye Hustopeče 2011
Rallye Hustopeče 2011 byla čtvrtá soutěž šampionátu Mezinárodní mistrovství České republiky v rallye 2011. Soutěž se konala ve dnech 10. a 11. června a měla 172,94 km. Vítězem se stal Jan Kopecký s vozem Škoda Fabia S2000, který startoval za tovární tým Škoda Motorsport.

## Průběh soutěže
První úsek vyhrál Václav Pech mladší s vozem Mitsubishi Lancer EVO IX R4. Druhý se pohyboval Roman Kresta s Fabií S2000. Kopecký začal až čtvrtým časem, ale dokázal vyhrát další úseky a ve třetím testu se posunul do průběžného vedení, kde zůstal až do konce soutěže a vypracoval si náskok 37,5 sekundy. Pech s Krestou bojovali o druhé místo. Pech hájil druhé místo do deváté zkoušky, kdy po jezdecké chybě ztratil čas a Kresta se posunul před něj. Druhou pozici pak uhájil až do cíle. Na čtvrtém místě skončil Jaroslav Orsák s dalším vozem EVO IX R4 a na pátém Václav Arazim s EVO IX skupiny N. Na šestém místě se pohyboval Vojtěch Štajf se Subaru Impreza WRX STI, ale havaroval a na jeho pozci se posunul Daniel Běhálek s další Imprezou. Na sedmém místě byl Jan Šlehofer s Imprezou a za ním Martin Bujáček, Jan Votava a Martin Vlček, kteří všichni startovali s Lancerem EVO IX. Ve skupině 5 zvítězil Václav Dunovský se Suzuki Ignis S1600, ve skupině 6 Martin Březník s vozem Citroën C2 R2 MAX, skupinu 7 vyhrál Martin Lošťák s vozem Škoda Felicia Kit Car, skupinu 8 Petr Pelech s vozem Honda Civic Type-R a skupinu 9 Adam Kobliha s Hondou Civic VTi.

## Výsledky
1. Jan Kopecký, Petr Starý - Škoda Fabia S2000
2. Roman Kresta, Petr Gross - Škoda Fabia S2000
3. Václav Pech mladší, Petr Uhel - Mitsubishi Lancer Evo IX R4
4. Jaroslav Orsák, Karel Vajík - Mitsubishi Lancer Evo IX
5. Václav Arazim, Julius Gál - Mitsubishi Lancer Evo IX
6. Daniel Běhálek, Petr Černohorský jr. - Subaru Impreza STI
7. Jan Šlehofer, Tomáš Singer - Subaru Impreza STI
8. Martin Bujáček, Marek Omelka - Mitsubishi Lancer Evo IX
9. Jan Votava, František Synáč - Mitsubishi Lancer Evo IX
10. Martin Vlček, Roman Pešek - Mitsubishi Lancer Evo IX